# 제임스 "버드" 월턴

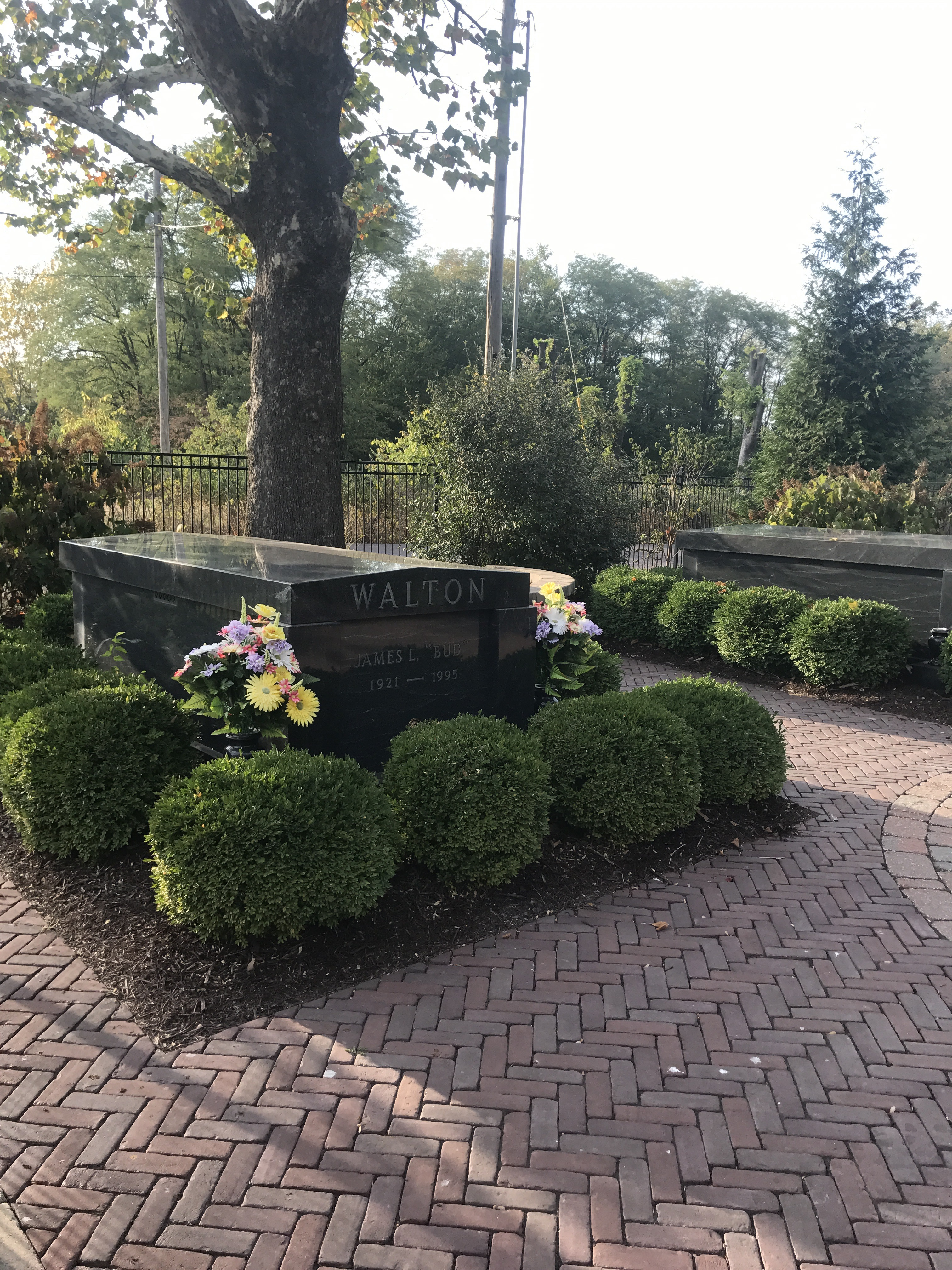
기념 공원 묘지에 있는 제임스 버드 월튼의 무덤

제임스 로렌스 “버드” 월턴(James Lawrence “Bud” Walton, 1921년 12월 20일 ~ 1995년 3월 21일)은 미국의 군인이자 기업인으로 월마트의 창립자 샘 월턴의 동생이다.
히크만 고등학교 졸업 후 미주리주의 컬럼비아 및 웬트워스 육군 사관 학교, 미주리주 렉싱턴 등으로 옮겨 다니다가 제2차 세계 대전 당시 해군 조종사로 재직했다.
동생 샘 월턴처럼 소매 사업인 벤 프랭클린 프렌차이즈 시스템에 참여해 첫 매장이 미주리주 베르사이유에 개설되었다. 1995년 3월 21일 마이애미에서 동맥 수술 후 사망했다.
오드리 월턴과 결혼해 두 딸 앤 월턴 크론케와 낸시 월턴 로리를 낳았고, 아칸소 대학의 캠퍼스인 버드 월턴 경기장은 그의 이름을 딴 것이다.

## 같이 보기
- 월턴가